# Середземноморські тераси
Середземноморські тераси - тераси четвертинного віку, виділені Депере (Deperet, 1906) на франко-італійській Рив'єрі: 
- сицилійська 90-100 м,
- мілаццька 55-60 м,
- тирренська 28-32 м,
- монастерська 18-20 м
- і п'ята тераса без назви 7-8 м.

Вік рівнів зменшується відповідно зниженню їх абсолютної висоти. На узбережжі Алжиру Ламотт (Lamothe, 1911), установив 8 рівнів, з яких чотири або п'ять, очевидно, дочетвертинного віку. Морські тераси були пов'язані з річковими терасами й моренами Альп і Піренеїв. 
Утворення терас пояснюється евстатичними коливаннями рівня океану, пов'язаними із чергуванням льодовикових і міжльодовикових періодів. Крім того, відзначено значну роль тектоніки, що порушила первісну висоту окремих терас. 